# System Shock
System Shock es un videojuego de rol de acción desarrollado por Looking Glass Technologies y distribuido por Origin Systems. Fue puesto a la venta el 26 de marzo de 1994. El juego tuvo una secuela, System Shock 2, publicada el 11 de agosto de 1999.
En 2015 se lanzó la versión Enhanced Edition desarrollada por Nightdive Studios, la cual tiene una serie de mejoras y lo hace más accesible a computadoras con sistemas operativos recientes.
En 2023 y tras más de dos décadas sin concebirse una entrega de la franquicia System Shock, fue finalmente estrenado su remake, que ha sido recibido positivamente tanto por la crítica como por el consumidor.

## Argumento y Jugabilidad
System Shock está ubicado en el año 2072 y el jugador asume el rol de un hacker que acaba de entrar a la base de datos de la estación espacial Citadel. Nuestro protagonista es capturado, pero acepta un trato para obtener su libertad a cambio de desactivar los rasgos éticos de SHODAN, una inteligencia artificial. Tras cumplir su misión el hacker se realiza una cirugía de mejora cerebral de grado militar.
El juego se desarrolla en el interior de una gran estación espacial de varios niveles, en la que los jugadores exploran, combaten a sus enemigos y resuelven puzles.  Al igual que en Ultima Underworld, el jugador utiliza un cursor de ratón que se mueve libremente para apuntar a las armas, interactuar con los objetos y manipular la interfaz. Los controles de vista y postura del HUD permiten al jugador inclinarse hacia la izquierda o hacia la derecha, mirar arriba o abajo, agacharse y gatear.  Los usos prácticos de estas acciones incluyen ponerse a cubierto, recuperar objetos de debajo del personaje y navegar por pequeños pasajes, respectivamente. El HUD también cuenta con tres "pantallas multifunción", que pueden configurarse para mostrar información como lecturas de armas, un autómata y un inventario.
El jugador avanza en la trama adquiriendo discos de registro y correos electrónicos: el juego no contiene NPC con los que conversar. A lo largo del juego, una inteligencia artificial malvada llamada SHODAN impide el progreso del jugador con trampas y caminos bloqueados. Terminales informáticos específicos permiten al jugador entrar temporalmente en el Ciberespacio; en su interior, el jugador se desplaza ingrávidamente a través de un entorno 3D, mientras recopila datos y combate los programas de seguridad de SHODAN.  Las acciones en el Ciberespacio a veces causan eventos en el mundo físico del juego; por ejemplo, ciertas puertas cerradas sólo pueden abrirse en el Ciberespacio. Fuera del Ciberespacio, el jugador utiliza las dieciséis armas del juego, de las cuales un máximo de siete pueden ser transportadas a la vez, para combatir robots, cyborgs y mutantes controlados por SHODAN. Las armas proyectiles a menudo tienen un tipo de munición seleccionable con efectos variables; por ejemplo, la "pistola de dardos" puede disparar agujas explosivas o tranquilizantes. También se pueden encontrar armas energéticas y varios tipos de explosivos, que van desde granadas de contusión hasta minas terrestres.

## Recepción
El juego vendió más de 170.000 copias. Maximum PC creía que el juego no alcanzaba el estatus de "éxito de taquilla", pero tuvo el éxito suficiente como para "mantener a flote Looking Glass". Bill Hiles, de GameSpy, dijo: "Aunque se vendió bien, nunca alcanzó la frenética popularidad de Doom". Paul Neurath dijo más tarde que el juego "no fue un fracaso", sino que "perdió dinero" para la empresa, lo que atribuyó a su pronunciada curva de aprendizaje. Computer Gaming World elogió la escala del juego, el sistema de física y los verdaderos entornos 3D; la revista ensalzó la presentación del ciberespacio como "nada menos que fenomenal".  Sin embargo, el escritor creía que el juego tenía "poco sentido de la urgencia" y "diseños de niveles confusos". Computer Shopper escribió que, aunque los controles del juego eran difíciles de dominar en comparación con los "simples juegos de correr y disparar como Doom", "valían la pena el tiempo y el esfuerzo".  El crítico señaló que el juego "crece en ti y te mantendrá intrigado durante semanas".